# 발랄함과 음침함

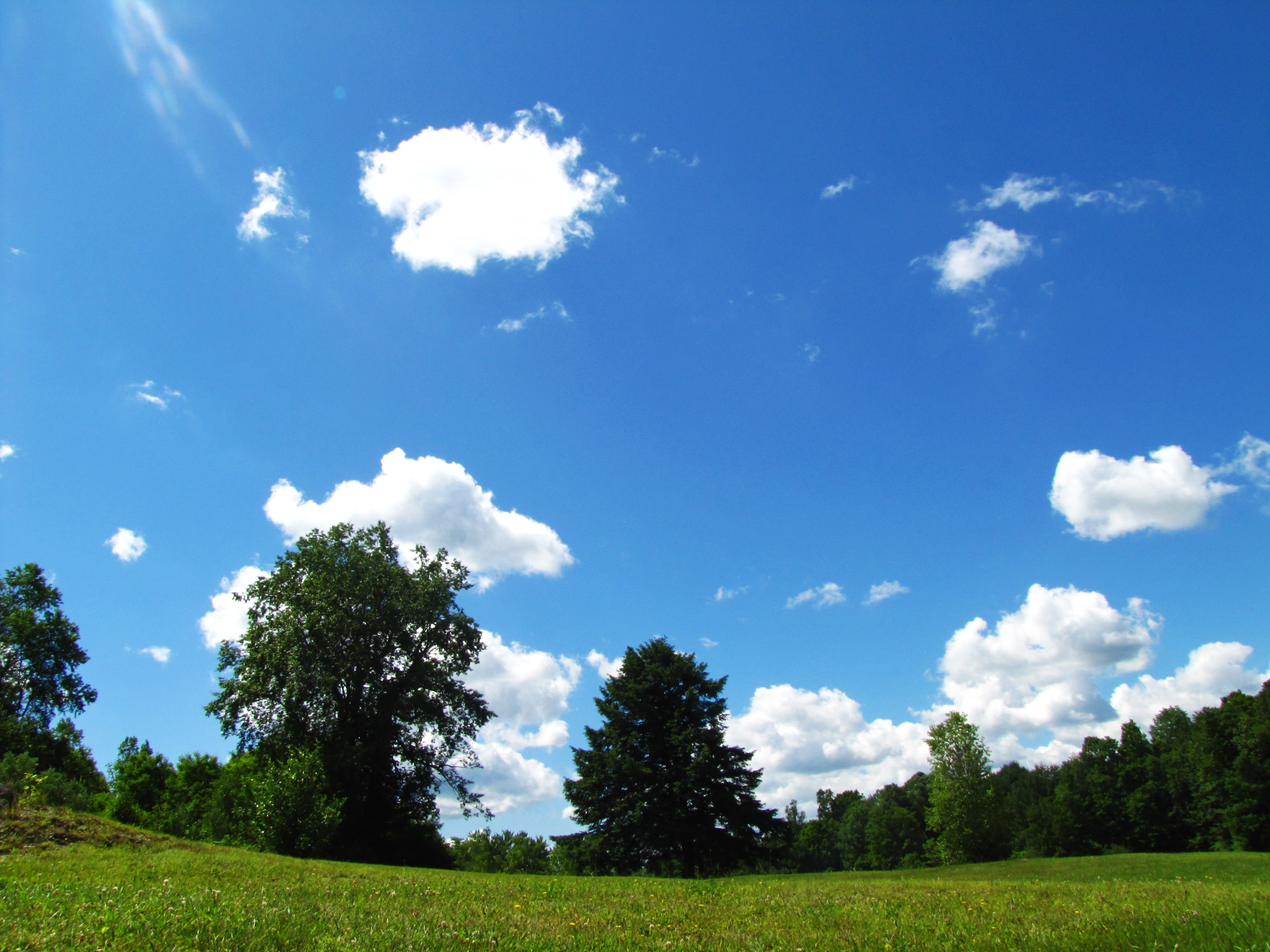
일반적으로 밝은 색의 하늘은 밝은 느낌을 주는 것으로 여겨진다.

발랄함과 음침함(陽氣－陰氣感)은 색상의 명도에 따른 감정을 나타낸다.
일반적으로 밝은 색은 색상 여하에 관계없이 명랑하거나, 쾌활한 기분을 유발하고 반대로 어두운 색은 음침한 감정을 유발한다. 발랄함, 음침함의 느낌은 주로 명도에 수반되는 감정이라 할 수 있다.